# 伊藤裕規
伊藤 裕規（いとう ひろのり）は、日本の録音技師。愛知県生まれ。

## 来歴
名古屋を中心にドキュメンタリーの録音部として活動。1991年に上京し、映画、テレビドラマの録音助手として活動する。2000年に映画『閉じる日』で録音技師デビュー。
助手時代は井筒和幸監督（『東方見聞録』）、坂東玉三郎監督（『夢の女』）、阪本順治監督（『トカレフ』）、森田芳光監督（『黒い家』）、岩井俊二監督（『スワロウテイル』）、相米慎二監督（『あ、春』）などを手がけている。

## 受賞歴
- 第44回日本アカデミー賞 優秀録音賞（『ミッドナイトスワン』）[1]

## 主な作品

### 映画
| 公開年 | 作品名                                    | 担当 | 監督         |
| ------ | ----------------------------------------- | ---- | ------------ |
| 2000年 | 閉じる日                                  | 録音 | 行定勲       |
| 2001年 | 贅沢な骨                                  | 録音 | 行定勲       |
| 2001年 | ダンボールハウスガール                    | 録音 | 松浦雅子     |
| 2002年 | Jam Films JUSTICE                         | 録音 | 行定勲       |
| 2003年 | 渋谷怪談                                  | 録音 | 堀江慶       |
| 2003年 | 渋谷怪談2                                 | 録音 | 堀江慶       |
| 2003年 | きょうのできごと a day on the planet      | 録音 | 行定勲       |
| 2003年 | 世界の中心で、愛をさけぶ                  | 録音 | 行定勲       |
| 2005年 | 北の零年                                  | 録音 | 行定勲       |
| 2005年 | 春の雪                                    | 録音 | 行定勲       |
| 2006年 | UDON                                      | 録音 | 本広克行     |
| 2007年 | 遠くの空に消えた                          | 整音 | 行定勲       |
| 2007年 | クローズド・ノート                        | 録音 | 行定勲       |
| 2007年 | Mayu ココロの星                           | 録音 | 松浦雅子     |
| 2007年 | ショコラの見た世界                        | 録音 | 行定勲       |
| 2008年 | TOKYO! シェイキング東京                   | 録音 | ポン・ジュノ |
| 2008年 | GSワンダーランド                          | 録音 | 本田隆一     |
| 2010年 | 今度は愛妻家                              | 録音 | 行定勲       |
| 2010年 | パレード                                  | 録音 | 行定勲       |
| 2010年 | 女たちは二度遊ぶ                          | 録音 | 行定勲       |
| 2011年 | 朱花の月                                  | 録音 | 河瀬直美     |
| 2011年 | 夕闇ダリア                                | 録音 | 池田千尋     |
| 2011年 | フォーゴットン・ドリームス                | 録音 | 日向朝子     |
| 2011年 | 惑星のかけら                              | 録音 | 吉田良子     |
| 2013年 | つやのよる ある愛に関わった、女たちの物語 | 録音 | 行定勲       |
| 2016年 | ピンクとグレー                            | 録音 | 行定勲       |
| 2018年 | リバーズ・エッジ                          | 録音 | 行定勲       |
| 2018年 | 無限ファンデーション                      | 録音 | 大崎章       |
| 2020年 | 窮鼠はチーズの夢を見る                    | 録音 | 行定勲       |
| 2020年 | ミッドナイトスワン                        | 録音 | 内田英治     |